# Zwingendorf
Zwingendorf ist eine Ortschaft und eine Katastralgemeinde der Marktgemeinde Großharras mit 485 Einwohnern (Stand 1. Jänner 2024) im Bezirk Mistelbach im österreichischen Bundesland Niederösterreich. Bis Ende 1970 war Zwingendorf eine eigenständige Gemeinde.

## Geografie
Zwingendorf liegt im nördlichen Weinviertel in Niederösterreich im Pulkautal etwa auf halbem Weg zwischen Laa an der Thaya und Haugsdorf.
Die Fläche der Katastralgemeinde umfasst 2.093,07 ha, darunter Naturschutzgebiete mit seltenen Pflanzen (Meeresmilchkraut (siehe: Strand-Milchkraut), Halophyten)
Die Katastralgemeinde Zwingendorf samt den Meierhöfen Alicenhof und Karlhof ist neben Diepolz und dem Ort Großharras Teil der Marktgemeinde Großharras.

### Natur

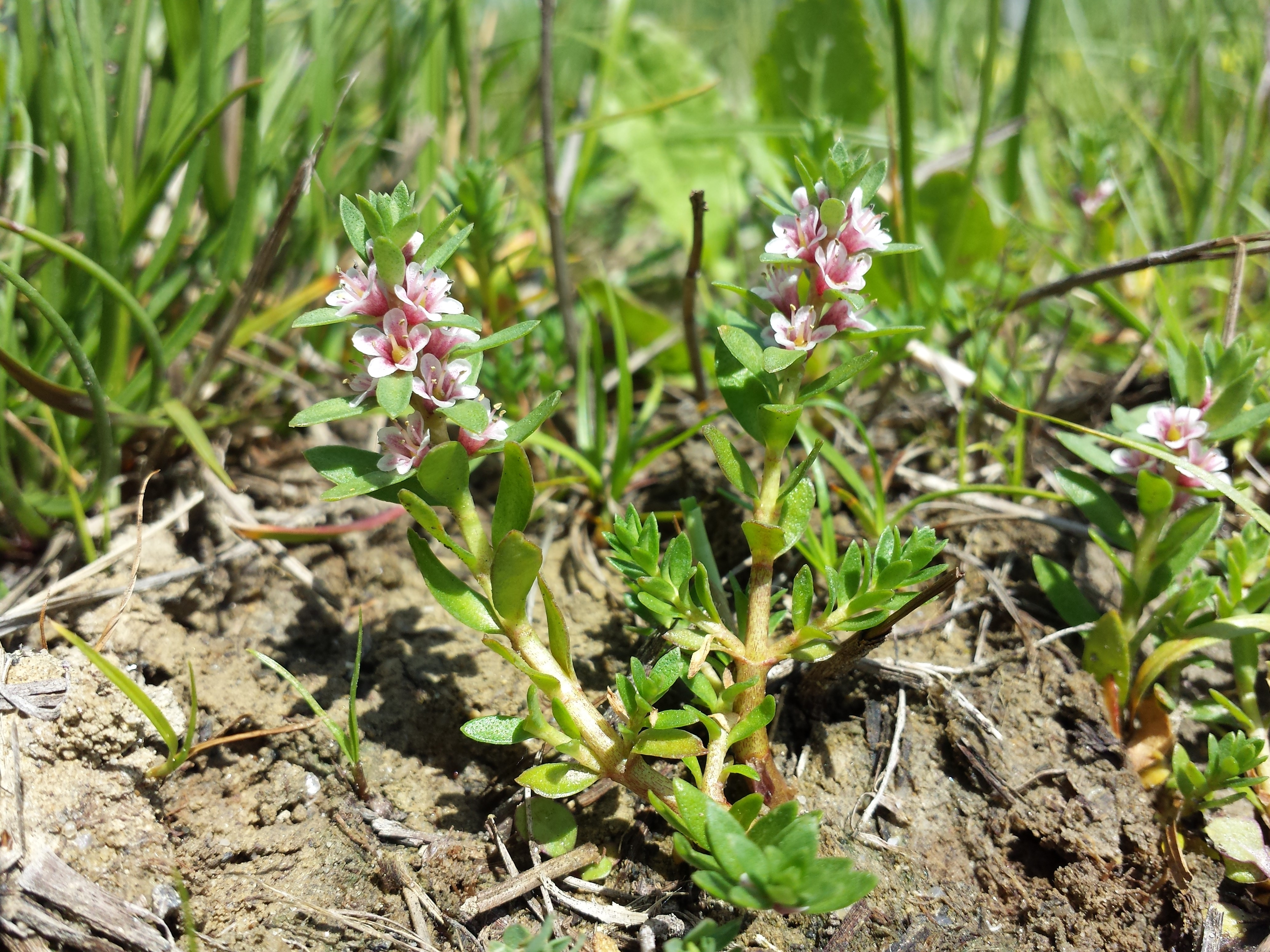
Das Strand-Milchkraut hat sein einziges österreichisches Vorkommen in Zwingendorf

Am nördlichen Ortsrand beim Dorfteich, etwa einen Kilometer östlich von Zwingendorf beim Eisteich und bei der Saliterwiese zwei Kilometer östlich der Ortschaft befinden sich auf circa 29 Hektar höchst bemerkenswerte Salzbiotope. 15,75 Hektar davon wurden 1979 unter Naturschutz gestellt (Listeneintrag). Es handelt sich um Solontschake mit stark erhöhten Natriumsulfat- und Magnesiumsulfat-Anteilen, ein für die meisten Pflanzen und Tiere lebensfeindlicher Umstand, der zu einer spezifischen und in Österreich sehr seltenen Fauna und Flora geführt hat. Ähnliche Salzbiotope, allerdings nicht mit der exakt derselben chemischen Zusammensetzung, existieren in Österreich sonst nur in Baumgarten an der March sowie im burgenländischen Seewinkel und außerhalb Österreichs beispielsweise in den Trockenbecken Zentralasiens. Entstehen konnten sie durch das Vorkommen entsprechender salzhaltiger, tertiärer Ablagerungen, durch tektonische Unruhen, welche die Ausbildung von artesischen Brunnen ermöglichen, dichte Sedimentschichten, in denen sich das Salz festsetzen kann, sowie ein trockenwarmes Klima. Die Gegend um Zwingendorf gehört mit rund 400–500 mm Niederschlägen pro Jahr zu den trockensten Gebieten Österreichs. Ursprünglich waren große Teile des Pulkautales bis hinein nach Tschechien von Salzböden bedeckt, durch Trockenlegungen wurden diese jedoch weitgehend zerstört. Auch die bestehenden Salzstandorte sind aufgrund fehlender Managementmaßnahmen und ein Absinken des Grundwasserspiegels akut bedroht, zumal Naturschutzmaßnahmen von den lokalen Stellen im Ort skeptisch betrachtet bis strikt abgelehnt werden.

## Geschichte
Bronzezeitliche Funde in Zwingendorf belegen, dass der Ort bereits in der Urgeschichte besiedelt war.
Das Dorf Zwingendorf wurde 1207 das erste Mal urkundlich erwähnt, dürfte aber bereits um das Jahr 1000 entstanden sein. Der Ortsname ist vermutlich vom slawischen swinja (=Schwein) abgeleitet, dürfte also eine slawische Gründung sein (Großmährisches Reich).
Ursprünglich war die Siedlung in zwei Ortsteile, Groß- und Kleinzwingendorf durch den Mailbergbach getrennt und hatte in jedem Ortsteil eine Kirche. 1539 wurde die Großzwingendorfer Kirche abgerissen (vermutlich im Zusammenhang mit dem erstarkenden Protestantismus).
Im Dreißigjährigen Krieg verwüsteten die Schweden 1645 die Siedlung und in der zweiten Hälfte des 17. Jahrhunderts dezimierten Pestwellen die Bevölkerung (etwa 1681 und 1713). Am östlichen Ortsausgang erinnert das Weiße Kreuz an die Pest.
Zwischen 1700 und 1900 verursachten Überschwemmungen der Pulkau(etwa 1707, 1761, 1814. 1820, 1844 und 1876) vor deren Regulierung, sowie Choleraepidemien (1832 und 1855) und Brandkatastrophen große Probleme für die Ortsbevölkerung.
1873 erfolgte durch den Bau der Pulkautalbahn der Anschluss ans Eisenbahnnetz.
Mit dem verlorenen Ersten Weltkrieg und mehr noch mit dem Kalten Krieg und dem Eisernen Vorhang wurde das Dorf an der Grenze zum Randgebiet und geriet damit ins wirtschaftliche Abseits und zur Region mit schwindender Bevölkerung.
Im Zuge der kommunalen Verwaltungsstrukturanpassungen der späten 60er und frühen 70er Jahre erfolgte mit 1. Januar 1971 die Zusammenlegung mit dem fünf Kilometer südlich liegenden Ort Großharras.
Seit 1992 gibt es Bemühungen eine Partnerschaft mit dem tschechischen Nachbarort Jaroslavice (Joslowitz) zu festigen.

### Einwohnerentwicklung
Nach dem Ergebnis der Volkszählung 2001 gab es 499 Einwohner.

## Kultur und Sehenswürdigkeiten

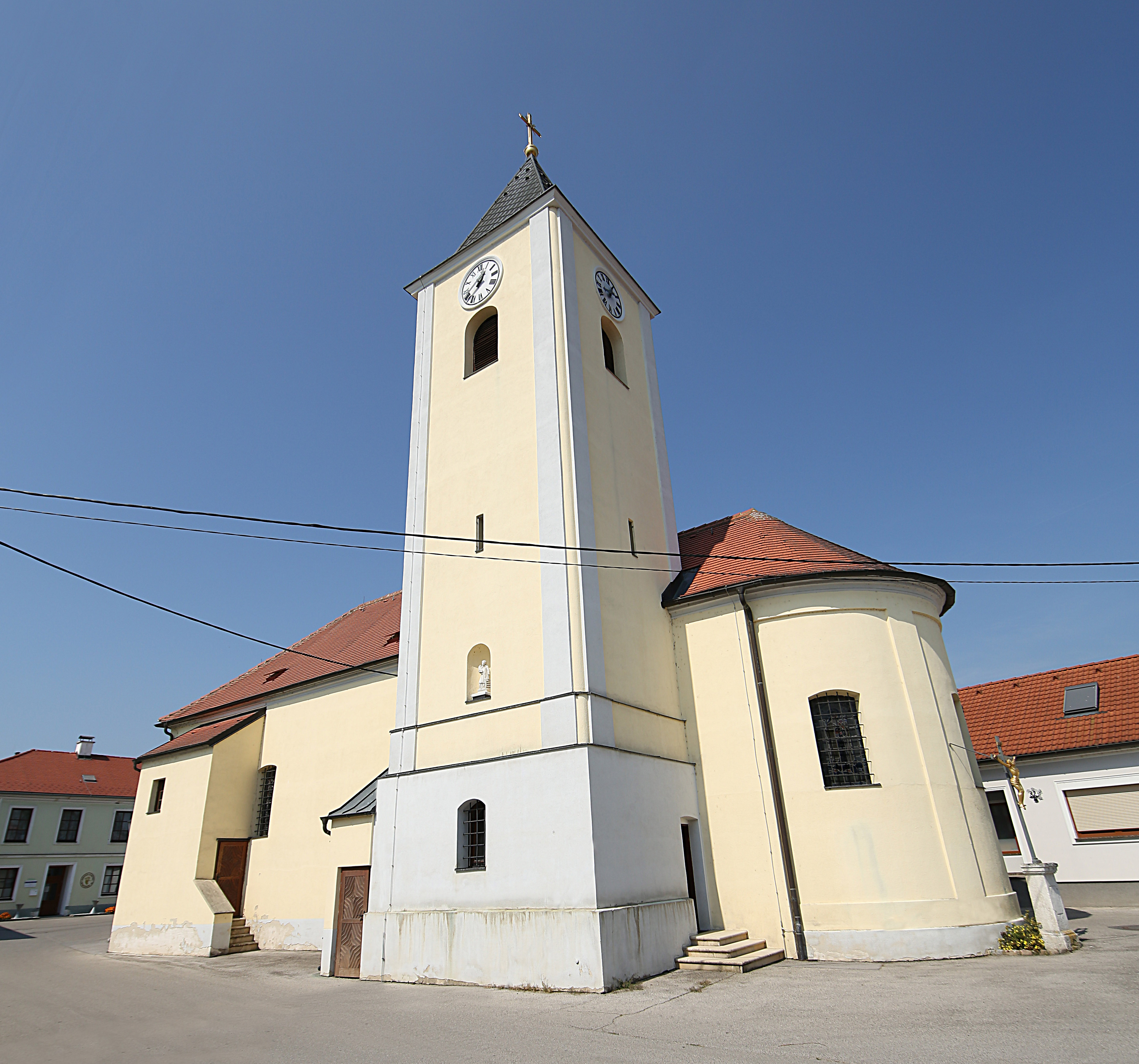
Pfarrkirche Zwingendorf

- Katholische Pfarrkirche Zwingendorf hl. Laurentius
- Figur hl. Florian
- Figur hl. Johannes Nepomuk

## Wirtschaft und Infrastruktur
Nichtlandwirtschaftliche Arbeitsstätten gab es im Jahr 2001 42, land- und forstwirtschaftliche Betriebe nach der Erhebung 1999 107. Die Zahl der Erwerbstätigen am Wohnort betrug nach der Volkszählung 2001 505. Die Erwerbsquote lag 2001 bei 42,67 Prozent.

### Altlasten
Auf einer rund 14 ha großen Fläche (), die sich unmittelbar westlich des Fabriksgeländes von Pernhofen auf dem Gebiet der KG Zwingendorf befindet, wurden seit 1962 Produktionsabfälle, insbesondere Abfallgips, sowie hausmüllähnliche Gewerbeabfälle abgelagert. Unmittelbar neben der Altablagerung wurde eine starke Verunreinigung des Grundwasserstromes festgestellt, die auch die Grundwasserqualität im weiteren Umkreis beeinträchtigte. Im Jahr 1990 wurde die Deponie mit einer Dichtwand umschlossen und der Innenwasserspiegel kontinuierlich abgesenkt, um ein Abströmen des kontaminiertem Grundwasser zu unterbinden. Die Ergebnisse zeigen nun, dass aktuell von der Deponie keine signifikante Belastung des Grundwassers ausgeht. Die Altablagerung ist damit als gesichert zu bewerten.